# 糖霉菌目
糖霉菌目（学名：Glycomycetales）为放线菌纲的一目细菌。此目细菌的模式属为糖霉菌属(Glycomyces)。

## 科
- 糖霉菌科 Glycomycetaceae Rainey et al. 1997